# Shikabe
Shikabe (japanska: 鹿部町?, Shikabe-chō) är en landskommun (köping) i Hokkaido prefektur i Japan.  